# Mycena oratiensis
Mycena oratiensis är en svampart som beskrevs av Segedin 1991. Mycena oratiensis ingår i släktet Mycena och familjen Mycenaceae.   Inga underarter finns listade i Catalogue of Life.